# Linia kolejowa Ballstädt – Straußfurt
Linia kolejowa Ballstädt – Straußfurt – dawna jednotorowa linia kolejowa w kraju związkowym Turyngia, w Niemczech. Biegła z Ballstädt do Straußfurt. Miała 32 km długości.